# هوانگ شیان فان
هوانگ شیان فان(به چینی: 黄现璠، به پین‌یین: Huáng Xiànfán) (زادهٔ ۱۳ نوامبر ۱۸۹۹ – مرگ ۱۸ ژانویه ۱۹۸۲)، مورخ برجسته و از پیشگامان علم مردم شناسی چینی است.

## زندگی
او در استان گوانگشی چین به دنیا آمد. پدر او یک کارمند فقیر بود و محل زندگی آن‌ها ناحیه‌ای روستایی و نزدیک به دهات بود. وی از نه سالگی به مکتب رفت و تاریخ را فرا گرفت، تحصیلات ابتدایی را در همان شهر گذراند. پس از فراغت از تحصیل از دبیرستان گوانگشی و گذراندن نه سال در دانشگاه معمولی پکن، برای خواندن رشته تاریخ به پکن رفت. در ۱۹۳۲ او مدرک لیسانس خود را در علوم تاریخ از دانشگاه معمولی پکن و سه سال بعد مدرک کارشناسی ارشد خود را در مدرسهٔ تاریخ همان دانشگاه دریافت نمود. او پس از اخذ مدرک کارشناسی ارشد، به ژاپن رفت. در سالهای ۱۹۳۵ وارد مدرسه تاریخ از دانشگاه توکیو شد و دو سال بعد به زادگاه خود بازگشت تا در دانشگاه گوانگشی تدریس کند. چهار سال بعد به عنوان استاد تاریخ به گوانگ‌دونگ رفت و در وزارت معارف استخدام شد. او از سال ۱۹۵۳ تا سال ۱۹۸۲ استاد دانشکدهٔ تاریخ در دانشگاه گوانگشی بود. پس از آن نیز مدتی استاد تاریخ و رئیس دانشکده در دانشگاه گوانگشی بود.

## تالیفات
- به تاریخ از جمهوری خلق چین، ۱۹۳۲
- به تاریخ در امپراتوری تانگ، ۱۹۳۶
- به تاریخ از جوانگ، ۱۹۵۷